# 贝查特
贝查特（法語：Betchat，法語發音：[bɛtʃat]）是法国阿列日省的一个市镇，属于圣日龙区。

## 地理
贝查特（43°5'31"N, 1°0'44"E）面积22 平方千米，位于法国奧克西塔尼大區阿列日省，该省份为法国西南部内陆省份，西部和北部与上加龙省接壤，东临奥德省，东南至东比利牛斯省接壤，南与安道尔和西班牙接壤。
与贝查特接壤的市镇（或旧市镇、城区）包括：巴热尔、萨拉堡、贝代耶、塞里佐尔、法巴、拉卡沃、梅尔瑟纳克、普拉邦雷波、卡萨涅、马尔苏拉、图耶、埃斯库利。
贝查特的时区为UTC+01:00、UTC+02:00（夏令时）。

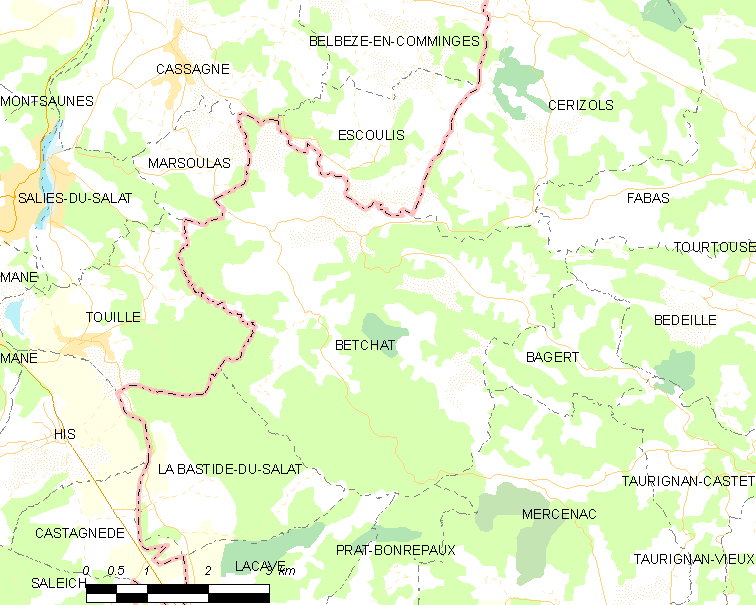
贝查特的OSM定位图

## 行政
贝查特的邮政编码为09160，INSEE市镇编码为09054。

## 政治
贝查特所属的省级选区为库斯朗谷地县。

## 人口

1962-2008年间贝查特人口变化图示

贝查特于2022年1月1日时的人口数量为356人。